# Серия Джовио

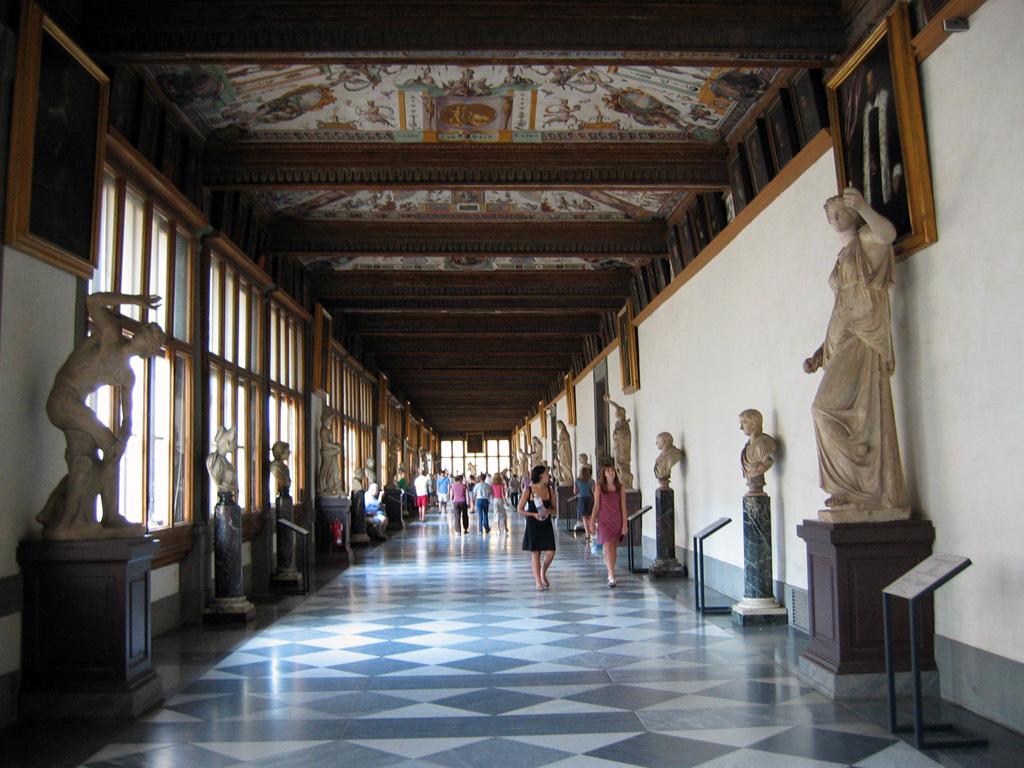
Первый коридор галереи Уффици во Флоренции. Картины серии Джовио расположены под расписным потолком

Серия Джовио (англ. The Giovio Series) — серия из 484 портретов, собранных в XVI веке историком и биографом Паоло Джовио. Включает в себя портреты литераторов, правителей, государственных деятелей и высокопоставленных лиц, многие из которых были написаны с натуры. По замыслу Джовио коллекция должна была составить публичный музей (итал. Il Museo di Giovio; лат. Musaeum Jovianum), изначально размещённый в специально построенном здании на берегу озера Комо. Собрание не сохранилось в нетронутом виде, но серия живописных копий, сделанная для великого герцога Тосканы Козимо I Медичи, ныне размещена в постоянной экспозиции галереи Уффици во Флоренции.

## История коллекции
Первые портреты Джовио стал собирать уже в 1512 году, после того как покинул родной дом в городе Комо, чтобы продолжить свою карьеру в Риме. В 1536 году Джовио построил для себя виллу на озере Комо, которую он назвал «Museo» и использовал для размещения своей коллекции портретов знаменитых литераторов, правителей, государственных деятелей и высокопоставленных лиц, получившей название «Mестный музей Джовио» (итал. Il Museo di Giovio a Borgovico).
Помимо картин Паоло Джовио собирал предметы старины и традиционных художественных ремёсел, его коллекция была одной из первых, включавших произведения из Нового Света.
Изначально Джовио намеревался собирать портреты известных литераторов, но вскоре коллекция стала включать портреты военных деятелей, королей, пап, художников и даже нескольких известных женщин. В серию вошли портреты знаменитых личностей как прошлых веков, так и настоящего. Джовио планировал создать экспозицию с наибольшей исторической точностью, по мере возможности он предпочитал произведения, написанные с натуры. В случае невозможности найти такой портрет, он добивался сходства, используя сохранившиеся монеты, рисунки, гравюры, бюсты. Джовио работал чрезвычайно усердно, что видно из множества писем, которые он отсылал общественным деятелям Европы и Ближнего Востока в попытке заполучить их изображения.
Стимулом для создания коллекции стало желание Джовио открыть её для публики, чтобы посетители, смотрящие на лица выдающихся людей «облагораживали свои души в присутствии их мудрости и славы», это была попытка возрождения античной, древнеримской традиции ставить в домах и общественных местах бюсты императоров и полководцев. С другой стороны, такая галерея является естественным следствием просветительской мысли Нового времени: «Человек начинает собирать портреты выдающихся людей, и тут же его разум мечтает о музее, в котором его коллекция станет всеобщим обзором людей, которые творили историю».
Строительство музея для собрания началось в 1537 году и закончилось в 1543. Портреты были разделены на четыре категории: учёные и поэты, гуманисты, художники, государственные деятели и военачальники; каждый портрет сопровождался «Похвальным словом», где содержалось краткое жизнеописание портретируемого. Одновременно Джовио начал составлять развёрнутые биографии и заметки иконологического характера (только две из них были написаны и опубликованы по первой и четвёртой группе). Художники удостоились лишь кратких «похвальных слов». Но в 1546 году Джовио опубликовал книгу «Описание коллекции» (лат. Descriptio Musaei). В 1551 году во Флоренции вышло в свет первое издание сборника гравированных портретов, годом позже в Париже появилось французское издание. «Иконология Джовио вызвала большой резонанс и питала исторические музеи с XVI века вплоть до создания исторического музея в Версале королём Луи Филиппом».
После смерти Джовио в 1552 году виллу в 1607 году приобрёл богатый житель Комо Марко Галлио, племянник кардинала Толомео Галлио. Виллу планировалось отреставрировать, но вместо этого её снесли из-за крайнего ухудшения состояния, вызванного заброшенностью и многочисленными наводнениями.
Оригинальная коллекция была рассеяна по частным собраниям и в итоге потерялась, однако сохранена благодаря серии копий, заказанных в том же году Козимо I де Медичи. Художник Кристофано дель Альтиссимо провёл тридцать семь лет за копированием портретов, работая с 1552 по 1589 год. С 1587 года портреты выставлены в коридорах галереи Уффици.

## Галерея

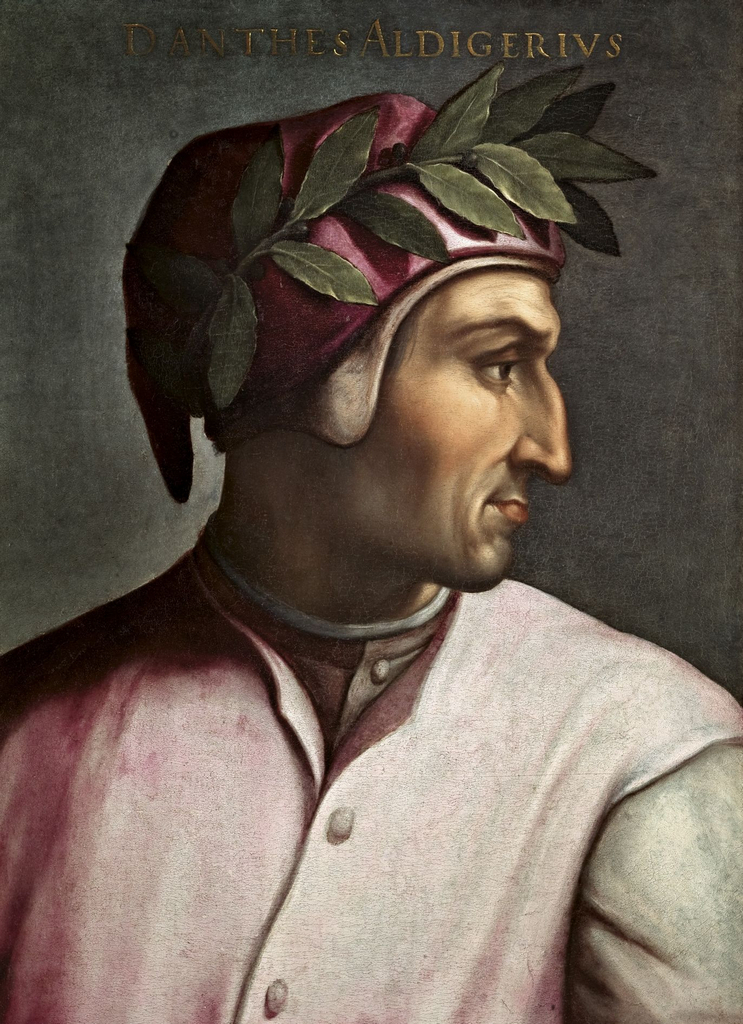
Данте Алигьери. Между 1552 и 1568
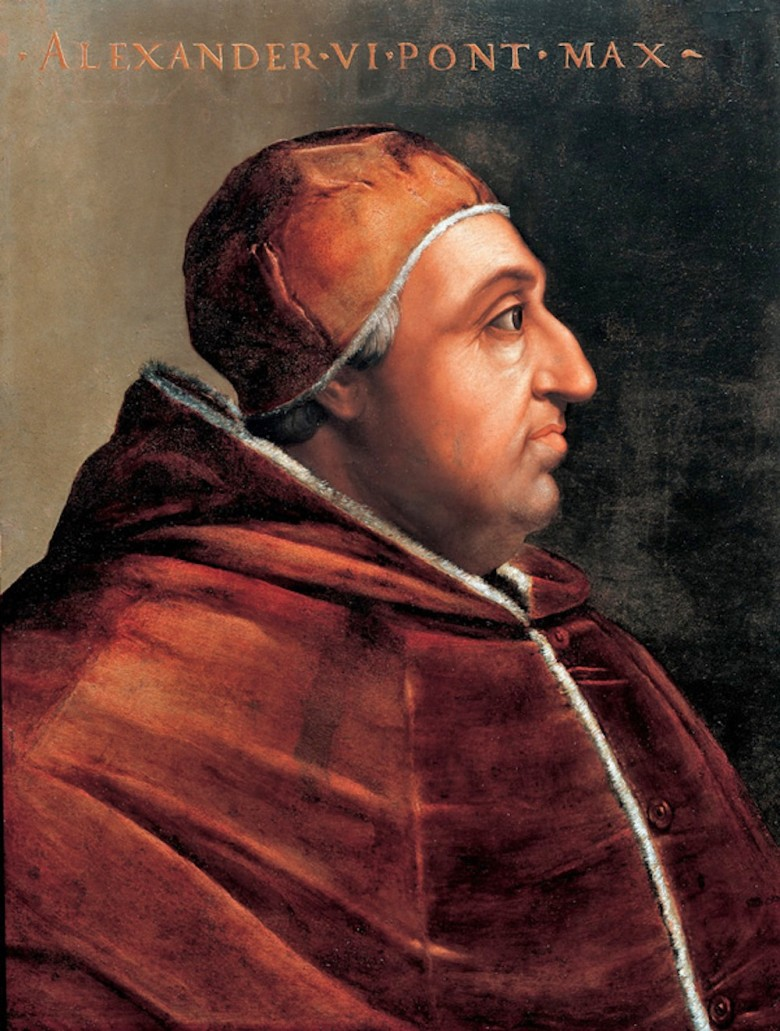
Папа Александр VI. Ок. 1552
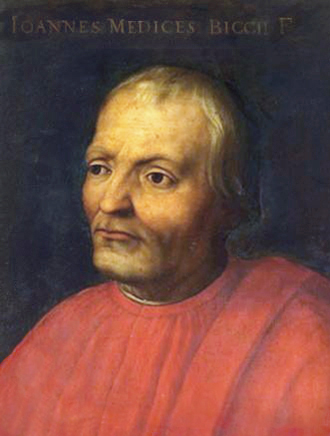
Джованни ди Биччи де Медичи. Между 1560 и 1565
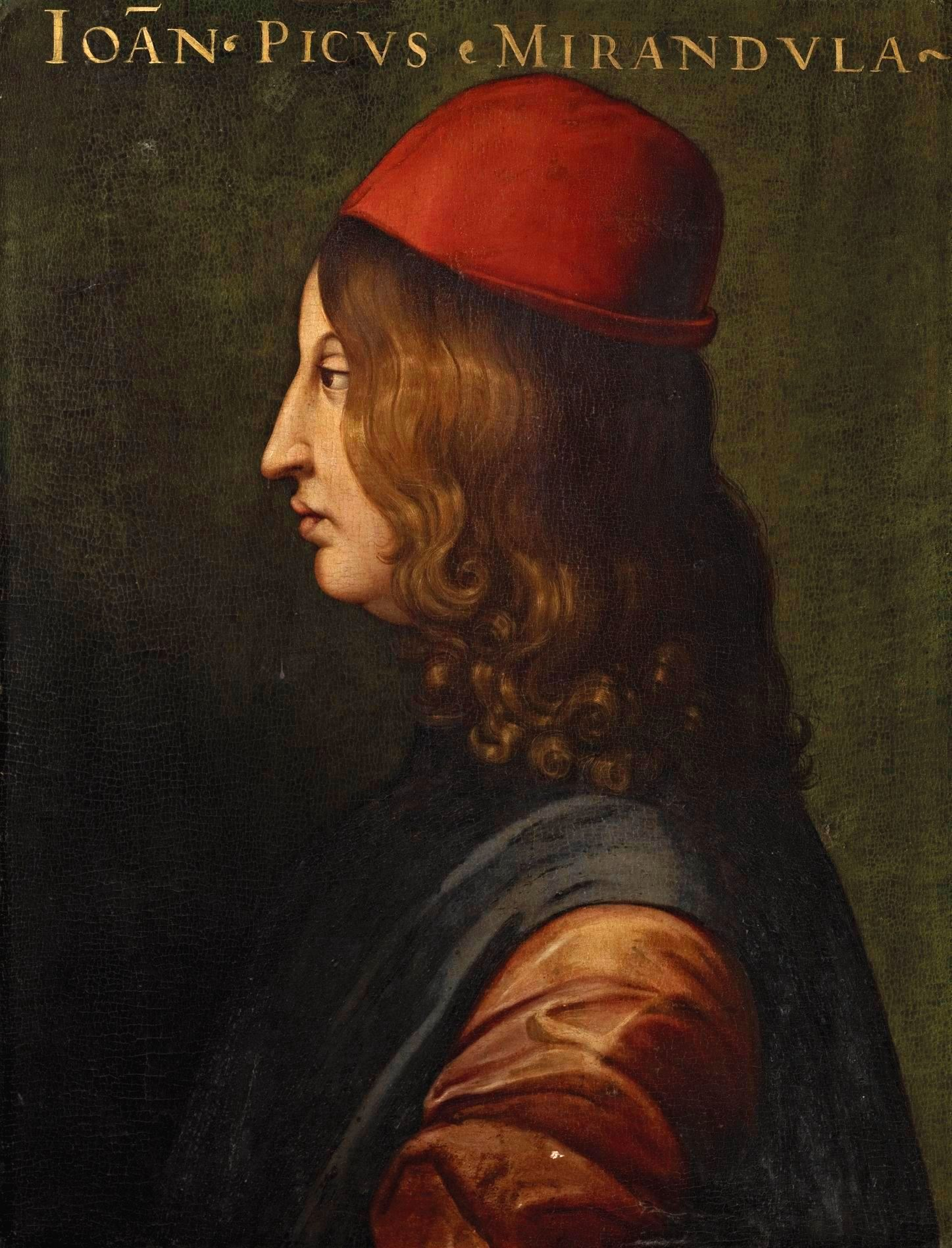
Пико де Мирандола
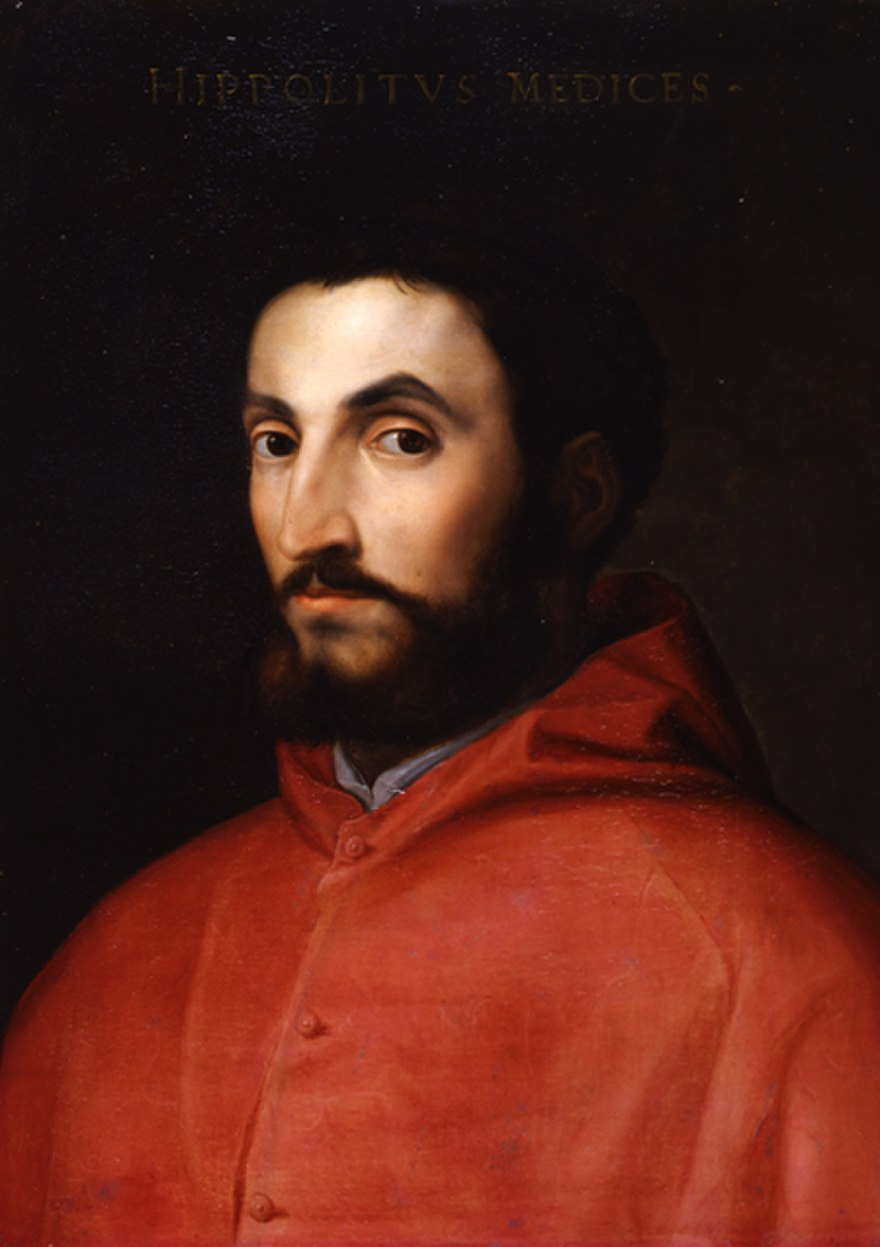
Кардинал Ипполито де Медичи
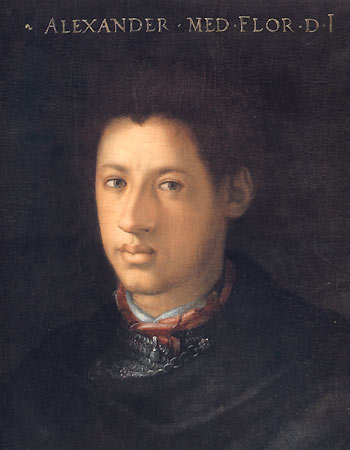
Aлессандро де Медичи. Между 1560 и 1565
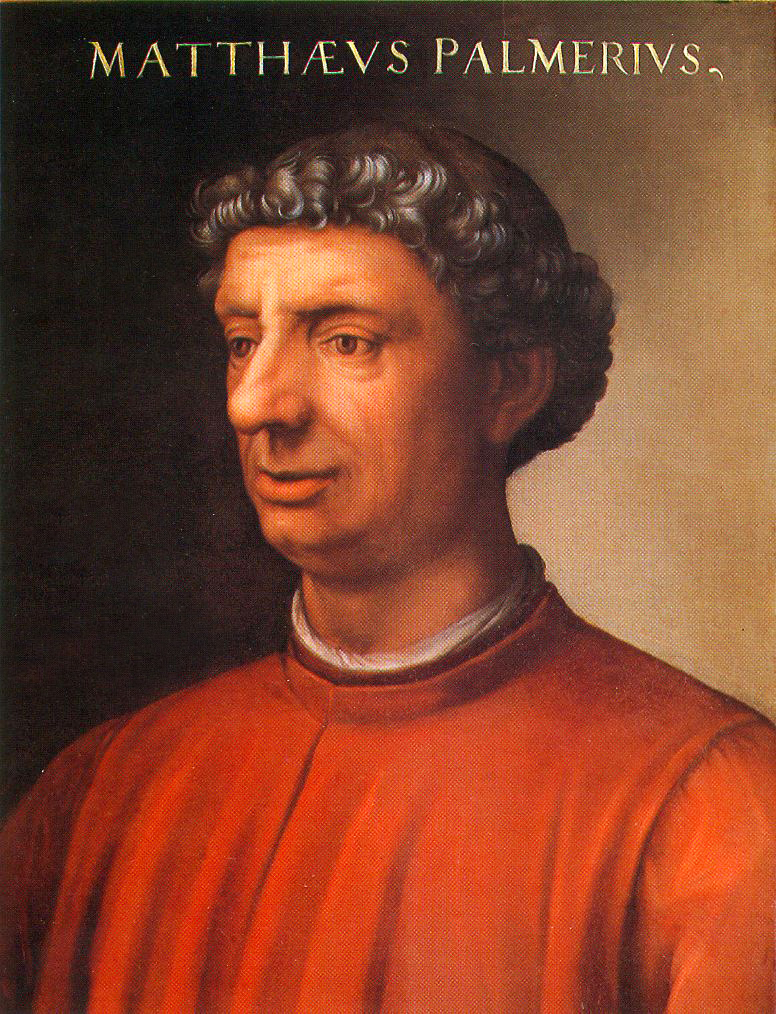
Maттео Палмиери. Между 1575 и 1588
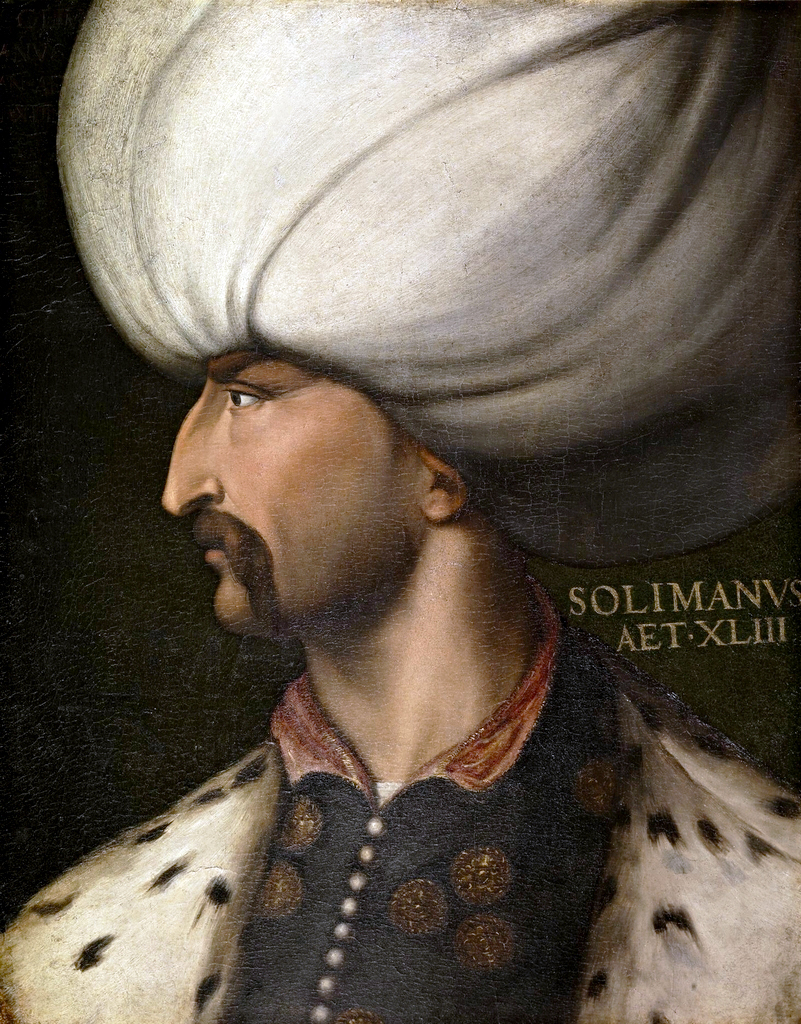
Портрет Сулеймана Великолепного
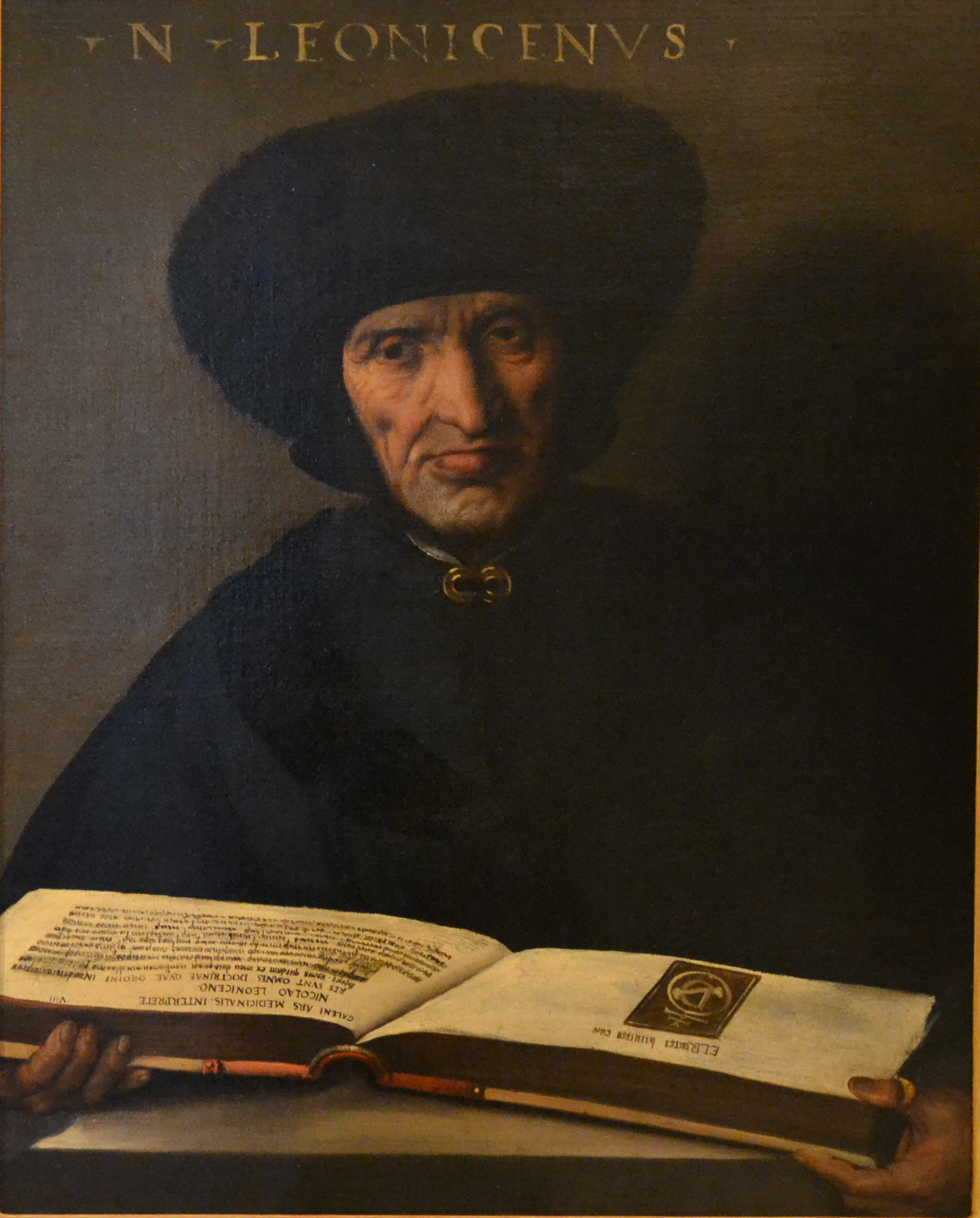
Доссо Досси. 1521
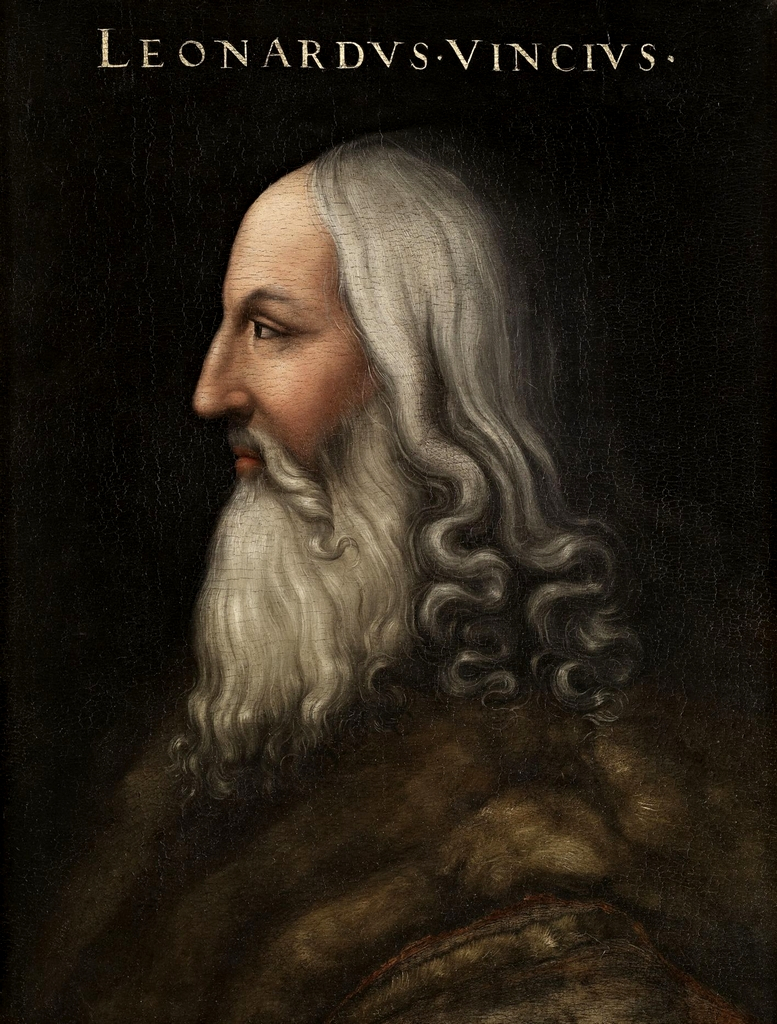
Леонардо да Винчи. Между 1552 и 1568
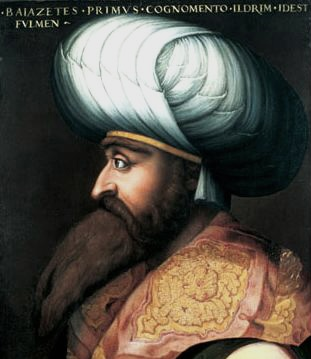
Султан Баязед I
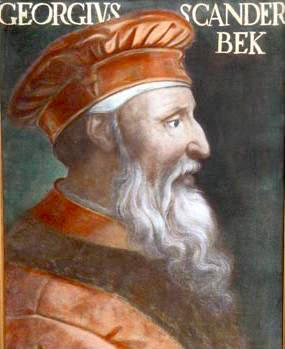
Георгиус Скандербек, герой Албании
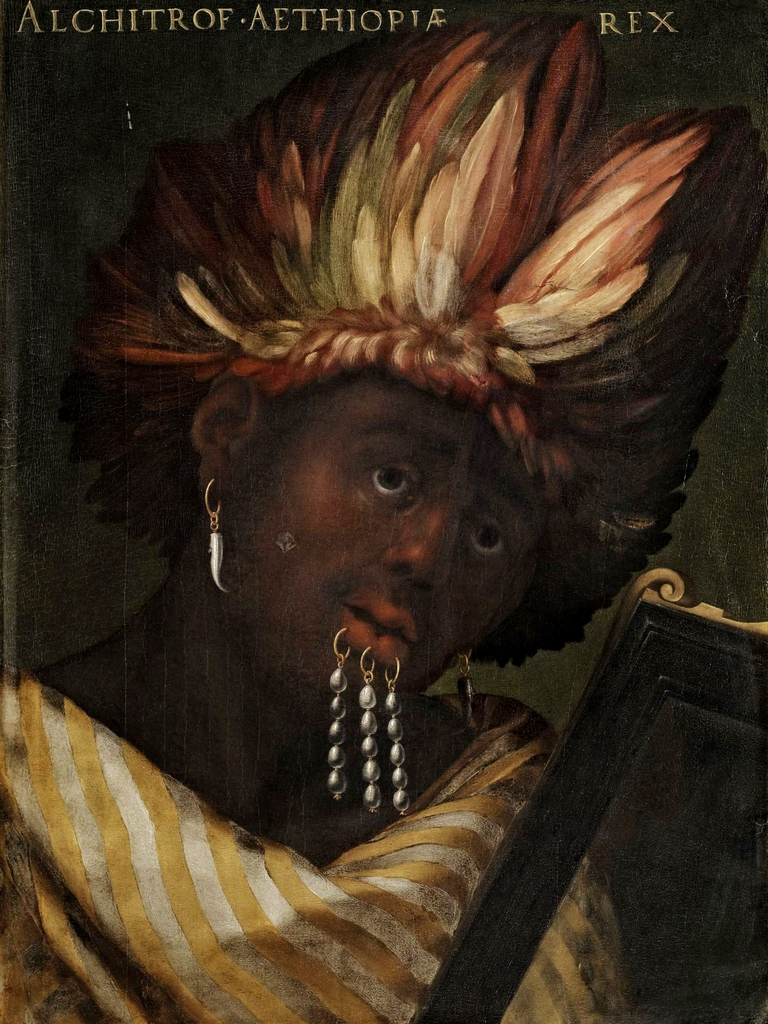
Алхитроф, император Эфиопии. 1568